# Gompon
Gompon, pisany także Gompo (zm. 1016) – biskup krakowski w latach 1008–1016, następca biskupa Poppona, z którym utożsamiają go niektórzy historycy. Wymieniony w „Katalogu biskupów krakowskich”, którego najstarsza redakcja znana jest z 1266 r.